# Devil-Slayer
Devil-Slayer, il cui vero nome è Eric Simon Payne, è un personaggio dell'universo Marvel Comics creato da Rich Buckler e David Kraft nel 1977 e apparso per la prima volta in Marvel Spotlight (Vol. 1) n. 33. Negli albi italiani degli anni settanta e ottanta l'alias è stato spesso tradotto con Uccisore di Demoni.

## Biografia del personaggio

### Origini
Eric Payne nasce nella città di Queenstown, Illinois e cresce in una famiglia difficile. Durante l'adolescenza mostra fin da subito un grande interesse per l'occulto e ne coltiva la passione studiando la materia. Diventato adulto, dopo aver sposato la donna della sua vita, Cory, ed arruolatosi nell'esercito americano, combatte in Vietnam. Lo stress e gli orrori a cui assiste sconvolgono Eric, spingendolo a tornare a casa e a sprofondare nell'alcolismo. Dopo essere stato abbandonato da Cory, Eric si mette alla ricerca di un lavoro e finisce nei giri loschi del gangster Carlo Boccino, per il quale comincia a commettere una lunga sequela di crimini. Durante una missione, Eric uccide con una bomba la moglie ed il figlio di un giornalista, Ian Fate. Tormentato dal rimorso, si lascia alle spalle la malavita.
Abbandonato il mondo del crimine, Eric viene assoldato da una setta mistica, il Culto del Mietitore di Occhi (Harvester of Eyes), capeggiato da Vera Gemini. La setta lo addestra nell'arte psichica, accrescendo le sue doti mentali e fisiche, gli dona la Cappa delle Ombre (Shadow-Cloak), un mantello magico, e lo nomina Mietitore di Anime (Reaper of Souls), ovvero assassino ufficiale del gruppo. Quando però egli scopre che gli intenti del Culto sono quelli di risvegliare un'antica genia di demoni, la Xenogenesi, Eric si ribella e si ripromette di eliminare ogni demone che gli si sarebbe parato davanti. Prende quindi il nome di Devil-Slayer.

### I Nuovi Difensori
Nella sua lotta al Culto, la strada di Devil-Slayer si incrocia con quella dei Difensori capeggiati dal Dottor Strange. Grazie alla collaborazione, i piani di Vera di conquistare il mondo con l'uso dei demoni vengono sventati. Devil-Slayer accetta quindi la proposta di unirsi al gruppo. Il maggiore contributo di Eric tra le file dei Difensori è quello dato nel battagliare la coalizione di demoni della Mano a Sei Dita (Six-Fingered Hand), che pianificava di invadere e conquistare la Terra. Eric arriva anche a rappacificarsi con l'ex moglie, Cory, ma l'apparente equilibrio ritrovato nella sua vita è solo un'illusione.
Qualche tempo dopo, Ian Fate torna per vendicarsi delle malefatte compiute da Eric in passato. Il giornalista rapisce Cory ed inscena la morte della ragazza, scatenando le ire di Devil-Slayer. L'eroe tenta quindi di uccidere Fate ma viene prontamente fermato dal compagno di squadra Wonder-Man che gli ricorda che la vendetta di Fate scaturisce dalle azioni malvagie compiute da lui stesso in passato. Lo spettro dei crimini commessi comincia quindi a tormentarlo. Per questo, Eric decide di lasciare il gruppo di eroi e di consegnarsi alla polizia, in modo tale da scontare in prigione le malefatte commesse durante i suoi anni al servizio della mala.